# Cosmopolitan Italia
Cosmopolitan Italia es una revista femenina, es la edición italiana de la revista Cosmopolitan. En febrero de 1973 se produjo la fusión entre Cosmopolitan y la revista italiana Arianna, editada por Mondadori desde 1957, asumiendo el nombre Cosmopolitan Arianna.
A partir de enero de 1976 la cabecera cambió a la actual Cosmopolitan, la tirada fue de alrededor de 230.000 ejemplares. En 1996 la revista, propiedad de Della Schiava Editore, finalizó su publicación, que se reanudó con Mondadori en 2000, con la editora Silvia Brena. En 2007, la publicación mensual tuvo una tirada media de unos 300.000 ejemplares. 
En julio de 2010 Cosmopolitan pasó a la editorial Hearst Magazines Italia, convirtiéndose en una revista mensual.
De marzo de 2013 a julio de 2021 la directora responsable fue Francesca Delogu. Desde julio de 2021 el director es Massimo Russo. En 2022 la frecuencia cambió de mensual a bimestral.